# 行進 (アルバム)
『行進』は1985年9月10日に発売された大韓民国のバンドドゥルグックァの一枚目の正式なアルバム。 1985年に発売され、1991年にCDで再発売された。 「80年代新しい音楽の始まり」「80年代中・後半韓国大衆音楽のルネサンス」を開いたなどと評価を受けた  。45人の選定委員から207点を受け、韓国大衆音楽100台名盤の1位に選定された 。レコードは約180万枚が売れたと推定される。

## 制作と録音
録音には当時、「信仰 希望 愛（믿음 소망 사랑）」というグループで活動していたチュ・チャンクォンとチェ・グヒがセッションで参加した。レコード全体を録音するには約1〜2ヶ月ほどかかり、マルチトラック録音で、24トラック録音が行われた。主にカセットを利用して曲の作業がされた。 『行進（행진）』は韓国で最初に16チャンネル録音が導入されたレコードである。
「行進」はジョン・イングォンが作詞・作曲を行い、チェ・ソンウォンとホ・ソンウクが編曲を行なった曲である。ジョン・イングォンによると、この曲を制作者が最速して最後に作った曲であるとし、「音楽というよりは必死の努力で作ったアルバム」だったと話した。チェ・ソンウォンは、自分が軍にいるときや除隊直後の心情を示した「それだけが私の世界（그것만이 내 세상）」、アルバム制作前に作られた「これ以上私に（더 이상 내게）」そして「毎日君と（매일 그대와）」を作曲した。 「それだけが私の世界」と「毎日君と」の二曲は、このアルバムが出る1年前にコンピレーション『私たちの歌の展示会I（우리 노래 전시회 I）』にそれぞれジョン・イングォン、カン・インウォンのボーカルで収録されている。
チョ・ドクファンは「世界へ行く電車（세계로 가는 기차）」、「朝が明るくなるまで（아침이 밝아올 때까지）」、「祝福します（축복합니다）」を作曲した。 「世界へ行く電車」はこのアルバム発売の2ヶ月前に作られており、 1988年ソウルオリンピックを待つ青年の心を表現したものである。 「朝が明るくなるまで」は「男の歌というコンセプトであり、理想的な女性像を望む心」を込めたとしている 。 「祝福します」は、彼が20代のときに、外交官領事に出国し遠く離れる兄を送るときのことを歌った歌である。
当時発売されたアルバムには、「健全歌謡」の但し書き付きで「私たちの願い」がアカペラで歌われたものが収録されている。この曲は1991年に出たCDには収録されなかった。

## カバー
[[파일:비틀즈_-_Let_It_Be.jpg|サムネイル|150x150ピクセル| 『Let It Be』のカバー]]
カバーの前面はビートルズの最後のアルバム『Let It Be』のオマージュである。 2003年チェ・ソンウォンは、ジョン・イングォンと彼の関係がレノン＝マッカートニーと似ているのではないかという質問の答えで、このカバーがジョン・イングォンのアイデアによるものだと答えた。
外側から見えるのは内側の本当の話とは違ってるとしか言えないです。レノン＝マッカートニーとの比較もただの比較にしかならないでしょう。ただ元々ジョン・イングォンはジョン・レノンのことが好きだったし、私はポールマッカートニーが好きだということは事実です。1枚目アルバムのカバーを『Let It Be』のように作ったのはイングォンのアイデアでした。
しかし、チョ・ドクファンは2011年「イズム」とのインタビューで「Let It Be」を念頭に置いたわけではないと述べた。
私たちはただサムチョンドンに行って、カメラマンが四人を写真に撮ってそのようになっただけで、意図してあのようになったわけではないです。私が知るにはこの当時、一般的なバンドの構成が四人であり、このようなアルバムは多かったです。『Let It Be』を狙ったのではなくて、大衆がそのように考えたのでしょうね。
1枚目の時、チュ・チャンクォンとチェ・グヒは正式メンバーではなくセッションでの参加であり、カバーには載せられなかった。

## 評価
| 専門評論家によるレビュー | 専門評論家によるレビュー |
| レビュー・スコア         | レビュー・スコア         |
| 出典                     | 評価                     |
| ------------------------ | ------------------------ |

『行進』は音楽批評家の絶賛を受けた。 《サブ》紙のファン・ジョンはアルバムについて「〈それだけが私の世界〉でのジョン・イングォンの歌唱と〈毎日君と〉で見せたチェ・ソンウォンの感性豊かで若い声、ホ・ソンウクの控えめな鍵盤、〈朝が明るくなるまで〉で現れたチョ・ドクファンの作曲能力、そしてチェ・グヒ、チュ・チャンヒョン、イ・ウォンジェなど当時最高のセッションマンなど、これらすべてはどれだけこのアルバムが、徹底したシンガーソングライターの感覚と力量と、ライブのための感性で作られたのかを見せてくれる」と評した。
《イズム》のイム・ジンモは「韓国ロックの蘇りを知らしめたアルバム。同時に国内バンドの勝利の知らせでもあり、メインストリームでない音楽の可能性を示した。伝説の中でも最上位に位置すべき作品だ」と賛辞を送った。評論家チェ・ジホは、「ドゥルグックァだけでなく、彼ら以降のどのミュージシャンにも、このアルバムに匹敵するほどの成果を収めることができなかった。おそらく80年代後半の韓国のポピュラー音楽のルネサンスは、このアルバムに端を発したのかもしれない」と絶賛した。ポピュラーミュージック・ウェブマガジン《ウェーブ》のイ・ヨンウは、「韓国のポピュラー音楽で挙げられる名盤という評価にふさわしく、このアルバムは作曲、編曲、演奏、録音などスタジオアルバムが持つことができる芸術性を取り揃えた傑作だ」と平らで10点満点の10点の評価を与えている。
『行進』は韓国ロックのレベルを数段階引き上げ、またアンダーグラウンドを爆発させるがごとき存在であった 。ネイバーの「韓国大衆歌謡アルバム6000」では「ドゥルグックァの1枚目アルバム発表以降、今日では巨匠と呼ばれるような数多くのミュージシャンたちが、それまではどこかに隠れていたかのように登場することとなった。 彼らが多様性と完成度を兼ね備えたアルバムを発表しながら、主流ヒット曲と作家主義のアルバム音楽が共存する『韓国大衆音楽のルネサンス』が開かれたのだ」と説明した。

## 曲目
- B面の最後のトラックに収録されている「私たちの願い」は健全歌謡と表記されている。

| #  | タイトル             | 作詞   | 作曲・編曲 | 時間 |
| -- | -------------------- | ------ | ---------- | ---- |
| 1. | 「행진」             | 전인권 | 전인권     | 5:10 |
| 2. | 「그것만이 내세상」  | 최성원 | 최성원     | 5:31 |
| 3. | 「세계로 가는 기차」 | 조덕환 | 조덕환     | 3:18 |
| 4. | 「더 이상 내게」     | 최성원 | 최성원     | 3:50 |
| 5. | 「축복합니다」       | 조덕환 | 조덕환     | 4:19 |

## 参加メンバー
- ジョン・イングォン - ボーカル、アコースティックギター
- チェ・ソンウォン - ボーカル、ベース、アコースティックギター、シンセサイザー
- チョ・ドクファン - ボーカル、ギター、アコースティックギター
- ジュチャンクォン - ドラム
- チェ・グヒ - ギター
- ハ・ソンウク - ピアノ、シンセサイザー
- イ・ウォンジェ - クラリネット
- チェ・セヨン - 録音エンジニア
- キム・ウファン - カバーアート
- イ・ジェラク - カバーデザイン
- キム・ジョンス - 写真
- キム・ヨン - 製作